# Singapore Management University
Die Management-Universität Singapur (engl. Singapore Management University; Abk. SMU) ist eine wirtschaftswissenschaftlich orientierte Universität in Singapur. Die SMU zählt kontinuierlich zu den weltweit besten Universitäten für Wirtschaftswissenschaften und ist erstmals in den Top 50 des Financial Times MBA-Rankings 2018 als höchster Neueinsteiger vertreten.

## Geschichte
1997 erwog die Regierung von Singapur die Errichtung einer dritten Universität in Singapur. Ho Kwon Ping, ein singapurischer Unternehmer, wurde zum Vorsitzenden der Task Force ernannt, die festlegte, dass die neue Einrichtung dem amerikanischen Hochschulsystem mit einer flexibleren breit angelegten Ausbildung folgen würde. Nach einer Überprüfung der Business Schools für Studenten, die als Vorbild für die SMU dienen sollen, hat sich die Wharton School der University of Pennsylvania  in den USA als bester Kandidat erwiesen. Das Wharton-SMU-Abkommen wurde im Februar 1999 unterzeichnet, gefolgt von der Zusammenarbeit zwischen dem Wharton-SMU Research Center im Juni.
Im Jahr 2000 fand die SMU ihr erstes Zuhause am ehemaligen Raffles College (dem Campus Bukit Timah der National University of Singapore) in der Evans Road in der Nähe der Hwa Chong Institution. Auf dem 1929 erstmals eröffneten Campus befanden sich bereits vor der SMU mehrere Einrichtungen. Im Jahr 2001 rüstete die SMU den Hauptcampus auf und besetzte ihn, wobei die Notwendigkeit einer Modernisierung und Sanierung mit Einrichtungen unter Wahrung des Erbes der Kolonialarchitektur in Einklang gebracht wurde. Von 2001 bis 2004 war Ronald Frank der zweite Präsident der SMU und wurde von Howard Hunter abgelöst.
Zwischen 2000 und 2005 wurden an der SMU vier Schulen, ihre Bibliothek und drei Kompetenzzentren gegründet und der erste Teil der Schülerinnen und Schüler absolviert. Danach wurde die SMU in den Distrikt Bras Basah verlegt.
2010 übernahmen Yong Pung How und Arnoud De Meyer die Positionen des Kanzlers und Präsidenten der SMU von Richard Hu und Howard Hunter. und Präsident Im Jahr 2015 ersetzte J. Y. Pillay Yong als Kanzler der SMU, während Lily Kong im Januar 2019 De Meyer als Präsident der SMU ablöste. Lim Chee Onn folgte im August 2019 J. Y. Pillay als Kanzler nach.

## Fakultäten und Zentren
- Lee Kong Chian Fakultät für Unternehmensführung (School of Business)
- Fakultät für Rechnungswesen (School of Accountancy)
- Fakultät für Volkswirtschaft (School of Economics)
- Fakultät für Sozialwissenschaften (School of Social Sciences)
- Fakultät für Informationssysteme (School of Information Systems)
- Fakultät für Rechtswissenschaften (School of Law)
- UOB-SMU Entrepreneurship Allianz Zentrum

Sechs der sieben Gebäude sind durch einen unterirdischen Gang mit dem Namen Concourse verbunden, der für die Öffentlichkeit zugänglich ist und von Geschäften gesäumt wird. Der Campus wurde von zwei Architektenteams entworfen, wobei Cox Architects and Planners und DEG Architects für das Verwaltungsgebäude verantwortlich waren und Edward Cullinan Architects und KNTA Architects den Rest entwarfen.
Zu den Unterrichtsmöglichkeiten zählen Seminarräume, Klassenzimmer, Computerlabore und Gruppenarbeitsräume, die von Studenten für Projektdiskussionen genutzt werden. Überall an der Universität gibt es Forschungseinrichtungen. Sporteinrichtungen sind auf dem Campus aus Platzgründen begrenzt. Die Universität verfügt jedoch über ein Schwimmbad, ein Fitnessstudio und eine Mehrzwecksporthalle, die mit einer Felswand ausgestattet ist. Die Universität verfügt über campusweite WLAN-Netzwerke.
Das jüngste Gebäude auf dem Campus ist die School of Law, die im März 2017 offiziell eröffnet wurde. Ein wesentliches Merkmal des neuen Gebäudes ist die Kwa Geok Choo Law Library, benannt in Erinnerung an die Rechtsanwältin Kwa Geok Choo, deren Frau auch war Singapurs erster Premierminister Lee Kuan Yew. Die 2.600 Quadratmeter große Kwa Geok Choo Law Library nimmt eine eigenständige architektonische Form an, die an eine Perle erinnert. Es bietet Platz für mehr als 500 Personen und ist mit moderner Technologie ausgestattet. Innerhalb des School of Law-Gebäudes befinden sich das David Marshall Moot Court, das SMU Pro Bono Center und andere Forschungszentren.
Die Universität hatte das ehemalige MPH-Gebäude, in dem sich bis 2003 der ehemalige Flagship-Store der MPH Group befand, an der Kreuzung von Stamford Road und Armenian Street von Mitte 2015 bis Mitte 2019 angemietet, um die SMU Labs unterzubringen. Dies bot kollaborativen Lernraum für das neueste Lernexperiment der Universität, SMU-X, in dem sich der Unterricht auf die Lösung realer Probleme durch Projekte konzentriert. Das neue Connexion-Gebäude der Tahir Foundation, das als Brücke zwischen der School of Law und der School of Accountancy errichtet wurde, wird Ende 2019 als ständiger Wohnsitz der SMU-X- und SMU-Labs dienen.

### School of Accountancy
Die School of Accountancy (SOA) wurde 2001 mit dem Bachelor of Accountancy (BAcc) als einzigem Angebot ins Leben gerufen. Im Jahr 2005 startete die Schule das Master of Professional Accounting (MPA) -Programm für Fachkräfte ohne Abschluss in Rechnungswesen. Sowohl der SMU MPA als auch der BAcc sind beim Institute of Singapore Chartered Accountants (ISCA), dem Chartered Accountant von Singapur, der Accounting and Corporate Regulatory Authority (ACRA), der CPA Australia, dem Institute of Chartered Accountants in Australia (ICAA) und dem Institute of Chartered Accountants in England and Wales (ICAEW).

### Lee Kong Chian School of Business
Die Lee Kong Chian School of Business (LKCSB) gilt als Gründungsschule der SMU und öffnete im August 2000 ihre Pforten für eine Pionierreihe von Studierenden des Bachelor of Business Management (BBM). Die Schule wurde nach dem Philanthrop Lee Kong Chian benannt.
Die Schule bietet den Master of Science in Angewandter Finanzwissenschaft (China) an, eine Kooperation zwischen der SMU und dem Wang Yanan Institut für das Studium der Wirtschaftswissenschaften (WISE) an der Universität Xiamen sowie den Master of Science in Kommunikationsmanagement (MCM) in Partnerschaft mit Università della Svizzera italiana (USI) und mit 10 Tagen an der UCLA Anderson School of Management. Das neueste Programm, das den Master of Human Capital Leadership (MHCL) anbietet, wurde vom Chartered Institute of Personal & Development akkreditiert, und die Studenten besuchen die Wharton School der University of Pennsylvania für ihr Auslandssegment.
Die Schule bietet auch einen Doktortitel in Betriebswirtschaft mit den Schwerpunkten Finanzen, Organisationsverhalten und Personalwesen (OBHR), Marketing, Strategie und Organisation, Operations Management oder General Management an.

### School of Economics
Die School of Economics (SOE) wurde im Juli 2002 als Teil der damaligen School of Economics and Social Sciences (SESS) gegründet. Nach der Umstrukturierung wurde die wirtschaftswissenschaftliche Fakultät der Universität von den Sozialwissenschaften getrennt, um eine eigene Schule zu gründen. Diese Umstrukturierung wurde weitgehend als fundierte Entscheidung akzeptiert, da der Lehrplan des SOE dem der Wharton School der University of Pennsylvania nachempfunden war, anstatt dem traditionellen sozialwissenschaftlichen Wirtschaftslehrplan zu folgen, der an den meisten anderen Institutionen zu finden war.
Das SOE bietet ab sofort die Studiengänge Bachelor of Science (Economics) sowie Master of Science in Economics und Applied Economics an. Im Jahr 2007 führte die Schule auch ein PhD in Economics-Programm ein.

### School of Information Systems
Die School of Information Systems (SIS) wurde mit Hilfe der Carnegie Mellon University (CMU) gegründet, als SMU und CMU eine vierjährige strategische Partnerschaft schlossen, um das Fachwissen der CMU-Fakultät bei der Gründung der Schule zu nutzen. Durch diese Partnerschaft unterstützte die CMU das SIS beim Aufbau und der Weiterentwicklung des Bachelor-Studiengangs "Management von Informationssystemen", einschließlich der Einrichtung des SMU-CMU-Fast-Track-Vorzeigeprogramms, das es SIS-Studenten ermöglicht, ihren Abschluss in viereinhalb Jahren zu machen Jahre mit einem Bachelor-Abschluss von der SMU und einem Master-Abschluss von der CMU. 2007 einigten sich beide Universitäten auf eine Verlängerung um vier Jahre. Die CMU unterstützt nun den Aufbau und das Wachstum des SIS-Weiterbildungsangebots. Im Rahmen dieser Vereinbarung konzentrierten sich die beiden Universitäten auch verstärkt auf gemeinsame Forschungsbemühungen, die zu gemeinsamen Forschungsergebnissen der Fakultät, finanzierten Projekten und der Interaktion von Doktoranden führten.
SIS bietet den Master of Science in Informationssystemen, den Master of IT in Business (MITB) sowie den PhD in Informationssystemen zusätzlich zu seinem Bachelor of Science-Angebot an. Der Master of IT in Business (MITB) erweitert das Angebot von Analytics and Financial Services Analytics mit dem Online-Programm HBX Credential of Readiness (CORe) der Harvard Business School. Die SMU ist die erste Bildungseinrichtung im Verband Südostasiatischer Nationen (ASEAN), die HBX (CORe) in ihr Masterprogramm aufgenommen hat.

### School of Law
Die School of Law (SOL) ist die kleinste Schule der SMU mit einer jährlichen Aufnahme von rund 180 Schülern. Die Gründung der SOL wurde im August 2007 angekündigt. Zuvor bestand das SOL als Rechtsabteilung der Lee Kong Chian School of Business der SMU, an der Andrew Phang den Vorsitz führte. Sein derzeitiger Dekan ist Goh Yihan, der im Juli 2017 die Nachfolge von Yeo Tiong Min antrat.
Das SOL bietet den Bachelor of Laws (LLB) als Grundstudium sowie einen amerikanischen Juris Doctor (JD) an. Die Schule bietet auch ein Master of Laws (LLM) -Programm mit der Option eines dualen LLM an der Queen Mary University of London an.

### School of Social Sciences
Die School of Social Sciences (SOSS) wurde im Juli 2002 als Teil der damaligen School of Economics and Social Sciences (SESS) gegründet. Durch eine Umstrukturierung im Jahr 2007 wurden die School of Economics und die School of Social Sciences getrennt, um unabhängige Schulen innerhalb der SMU zu bilden. Das primäre Angebot des SOSS ist der Bachelor of Social Science, ein multidisziplinäres Undergraduate-Programm. Innerhalb dieses Programms werden drei Hauptfächer angeboten, nämlich Politikwissenschaft, Psychologie und Soziologie. Darüber hinaus bietet das SOSS einen Doktortitel in Psychologie an.

### SMU Hostel
Das SMU Hostel, bekannt als SMU Residences @ Prinsep, befindet sich in der Prinsep Street. Die Herberge entstand durch die Renovierung von drei von der Regierung gespendeten Housing and Development Board. Das Hostel hat seine ersten Bewohner im Dezember 2006 aufgenommen und wurde im Februar 2007 offiziell eröffnet. In den Hostelgebäuden können ca. 250 Bewohner untergebracht werden. Vorrang haben internationale Studierende, von denen die meisten in verschiedenen Privathäusern auf der ganzen Insel leben.
Darüber hinaus vermietet die Universität Zimmer von einem Studentenwohnheim am Commonwealth Drive. Diese stehen 212 Vollzeit-SMU-Studenten (ab dem 2. Jahr), Austauschstudenten und Vollzeit-Postgraduierten offen, die ein Vollzeitstudium an der SMU planen das kommende akademische Jahr. Das Hostel befindet sich in der Nähe von Holland Village, das für seine kosmopolitische Auswahl an Restaurants und Cafés bekannt ist.
SMU verfügt auch über 20 Einheiten in der Mount Sophia-Siedlung, die gemietet werden können und für Lehrkräfte und Mitarbeiter sowie deren Familienangehörige bestimmt sind, insbesondere für diejenigen, die aus dem Ausland oder bei Besuchen von mehreren Monaten oder länger nach Singapur ziehen.

## Partneruniversitäten
Im Jahr 2006 hatte die SMU 112 internationale Austauschabkommen. Partnerhochschulen im deutschsprachigen Raum sind die Wirtschaftsuniversität Wien, die Universität Wien, die FH Joanneum, die Bucerius Law School, die Universität Mannheim, die Universität Frankfurt am Main, die ESCP Europe, die Technische Universität München, die LMU München, die Munich Business School, die EBS Universität für Wirtschaft und Recht, die ETH Zürich, die Universität St. Gallen, die Europa-Universität Viadrina, die Freie Universität Berlin und die WHU – Otto Beisheim School of Management sowie seit 2007 das Karlsruher Institut für Technologie.

## Verkehr
Die SMU ist über diese beiden MRT-Stationen – Bras Basah und Bencoolen – verbunden. Es befindet sich in unmittelbarer Nähe und ist nicht verbunden, was sonst als Austausch verbunden wäre. Bras Basah (moderne Schreibweise: Beras Basah) bedeutet auf Malaiisch „nasser Reis“ – Beras bedeutet geernteter Reis ohne Schale, und Basah bedeutet nasser Reis.
Bras Basah ist auch durch die beiden Straßen – Bras Basah Road und Stamford Road – verbunden und umgeht seit dem 16. Januar 2007 den Verkehr entlang des Fort Canning Tunnel.